# Prst (jednotka)
Prst je stará česká jednotka délky, je uváděna v Hájkově kronice. Podle údajů v tomto pramenu je jeden prst stanoven jako délka čtyř zrnek ječmene položených za sebou, což údajně činilo 19,71 mm.

## Přepočty délkových měr
- Čtyři prsty pak vytvářely jednu dlaň.
- Deset prstů pak vytvářelo jednu píď.
- Třicet prstů pak tvořilo pražský loket (český loket).
- Provazec měl 42 loktů, tedy 1260 prstů (tedy de facto 5040 zrnek ječmene).
- Hon se skládal z pěti provazců, tedy z 6300 prstů.
- Míle měla 60 honů, tedy 12 600 loktů, což činilo 378 000 prstů (odpovídalo mu tedy 1 512 000 zrnek ječmene), tedy 7450,38 metru.